# Arnold Kegel
Arnold Henry Kegel (ur. 21 lutego 1894, różnie podawana data zgonu
1972
1 marca 1972
1976 i 1981) – amerykański lekarz ginekolog, który na przełomie lat 40-50 XX wieku opracował podstawy naukowe rehabilitacji mięśnia dna miednicy (mięśnie Kegla, mięsień łonowo-guziczny) dla kobiet cierpiących na niewydolność pęcherza moczowego (nietrzymanie moczu).

## Mięśnie Kegla
Mięśnie te otaczają ujście pęcherza (cewka moczowa), pochwy i odbytnicy, podtrzymują one narządy jamy brzusznej od dołu.

## Ćwiczenia
Arnold Kegel rozpowszechnił ćwiczenia wykonywane niegdyś przez gejsze w celu wzbogacenia życia seksualnego. Ćwiczenia Kegla polegają na rytmicznym kurczeniu mięśni dna miednicy, co powoduje ich wzmocnienie. Kegel stwierdził, że kobiety trenujące swój zwieracz, mogą kontrolować wydalanie moczu. Jednocześnie wykazał również, że zwieracz współdziała podczas orgazmu, co sprawia, że takie treningi mogą wpłynąć korzystnie na doznania seksualne.